# خدمات کشوری

سهم غرامت کارکنان دولت در مخارج عمومی (جهان ما در داده‌ها)

خدمات کشوری، خدمات عمومی، خدمات همگانی یا خدمات مدنی (به انگلیسی: Civil service) یک اصطلاح جمعی برای بخشی از دولت است که عمدتاً از کارمندان دولتی استخدام‌شده در جایی منصوب یا منتخب تشکیل شده‌است که دوره تصدی نهادی آنها معمولاً پس از انتقال رهبری سیاسی باقی می‌ماند. کارمند دولتی (civil servant یا public servant)، شخصی است که توسط یک اداره یا سازمان دولتی برای شرکت‌هایی در بخش دولتی استخدام می‌شود. کارمندان دولت برای دولت‌های مرکزی و ایالتی کار می‌کنند و به دولت پاسخگو هستند نه یک حزب سیاسی.